# Собор Виборга
Собор Виборга, Собор Девы Марии (дат. Viborg Domkirke eller Vor Frue Domkirke) — лютеранский кафедральный собор в Виборге, Северная Ютландия, Дания. На протяжении всей истории на месте нынешнего собора находилась одна из наиболее важных датских церквей. Современное здание построено в XIX веке по образу собора Лунда на юге Швеции, и не имеет никакого сходства со средневековым собором середины XII века.

## История

### Ранний период
Виборг был одним из четырёх главных религиозных и политических центров Дании. Уже в 800 году в Виборге существовало поселение викингов, которое лежало в северной части центральной Ютландии и имело доступ к проливам Лим-фьорд. Первое задокументированное провозглашение короля Дании, Хардекнуда, произошло в Виборге в 1027 году. В 1065 году Ютландия была разделена на три епархии, одной из которых стала Виборгская, сформированная на основе старой епархии Рибе в южной Ютландии. О первой церкви в Виборге ничего неизвестно, но можно предположить, что это была небольшая деревянная церковь с коротким нефом и хором. В 1080 году король Кнуд IV передал епархии несколько ферм, чтобы епископ мог получать с них доход. Англосаксонский монах Элнот Кентерберийский присутствовал на собрании в Виборге не позднее 1120 года и записал следующее: «Там [в Виборге] быстро собрался народ со всей Ютландии: одни приехали поторговать на рынке, другие — переговорить. Там устанавливают законы, и решают, действуют ли ещё [старые] законы и следует ли оставлять их в силе. И какой бы закон народ ни принял единогласно, наказание за его нарушение последует по всей Ютландии».
Второй каменный собор, посвящённый Деве Марии, был основан приблизительно в 1130 году на месте деревянной церкви. Его построил епископ Эскильд, который был убит перед алтарём церкви Святой Маргарет (ныне церковь Асмильд) по приказу Эрика Эмуне, который восстал против короля Нильса в 1133 году. Его убийц так и не настигло правосудие. Собор был построен из датского гранита и песчаника в романском стиле с полукруглыми арками, поддерживающими плоский деревянный потолок. Церковь состояла из длинного нефа, двух боковых проходов, коротких широких трансептов и хора с округлой апсидой. По бокам от главного входа стояли две башни с высокими тонкими шпилями. Фрагменты фундамента этой церкви до сих пор можно увидеть в склепе современного собора. 
Согласно преданиям, когда в городе вспыхнул большой пожар, Кьелд, почитавшийся современниками святым, забрался в шпиль церкви и начал так истово молиться, что огонь потух, не нанеся вред собору. Кьелд умер 27 сентября 1150 года. Почти сразу пошла молва о чудесах, и в Виборг стали стекаться люди, чтобы помолиться на его могиле; двенадцать человек после этого прозрели. Усилиями епископа Нильса I, Кьелд был канонизирован папой Климентом III в 1188 году. Год спустя останки Кьелда были торжественно перенесены в собор. Возведение собора было завершено при около 1200 года. В соборе также была часовня Святой Анны и Богоматери. В какой-то момент в Виборг привезли мощи Святого Виллегада, архиепископа Бременского в 780-х годах, и поместили в часовню Святого Кьелда.
Самым влиятельным епископом Виборга был Гуннар. Получив образование в Париже и будучи цистерцианским аббатом, епископ Гуннар перенёс на бумагу Закон Ютландии и написал к нему предисловие: впервые у Дании был свод законов, который связывал жителей Ютландии. Он был провозглашён в Вордингборге в 1241 году. Гуннар умер в августе 1251 года и был похоронен у входа в часовню Святого Кьелда.
Виборг является местом последнего упокоения короля Эрика Клиппинга. Эрик был убит 22 ноября 1286 года в маленькой деревне Финнеруп около Виборга. Многие могущественные дворяне во главе с маршалом Стигом Андерсеном Хвидом были объявлены вне закона, хотя действительно ли они имели какое-либо отношение к убийству, до сих пор неясно. Позже считалось, что в заговоре был замешан архиепископ Йенс Гранд. Король был погребён перед алтарём, его могильный камень сохранился до наших дней.

### После Реформации
В 1501 году пожар повредил западную часть церкви и обрушил крышу. Для восстановления церкви использовали красный кирпич, самый распространённый строительный материал того времени. Реформация пришла в Данию во время епископства Йоргена Фрииса, который стал последним католическим епископом Виборга. На Пасху 1525 года орденский наставник направил в Виборг будущего «датского Лютера» Ганс Таусен (1494—1561), чтобы тот прочёл проповедь на датском языке. Идеи Таусена настолько завладели умами горожан, что арестованного Таусена вынуждены были отпустить и предоставить для проповедей францисканское аббатство. Из Виборга идеи Реформации распространились по всей Ютландии.
К 1530 году собор находился в руках лютеран. Фриис удалился в замок Хальд и в 1536 году был заключён в тюрьму, как и другие католические епископы Дании. В 1540 году Фрииса освободили, заставив поклясться, что он подчинится новым порядкам. Ему дали землю и дом на территории бывшего монастыря Врейлев, где он и прожил остаток жизни как землевладелец.
Несмотря на увлечение идеями Реформации, Виборг сохранял некоторые католические традиции дольше, чем остальная Дания. Молитвы за короля Эрика Клиппинга, которые повсеместно были отменены, здесь продолжали отправлять до 1630 года. Мощи Святого Кьелда и Святого Виллегада сохранили, перенеся их из часовен в хор. В 1567 году церковь вновь была повреждена пожаром.
27 июня 1726 года во время очередного городского пожара церковь полностью выгорела: остались лишь голые стены и опоры свода. К 1770 году вокруг руин старого собора было возведено неудачное здание в стиле барокко. По словам местных старожилов, которые помнили высокие шпили до пожара, башни были накрыты низенькими «кофейниками». Вскоре из-за нехватки средств церковь была закрыта, а в 1800—1814 годах использовалась как зернохранилище.
В 1859 году при подготовке к восстановлению собора было решено, что из-за аварийного состояния церковь лучше снести и перестроить. Архитектор Юлиус Толле хотел максимально сохранить средневековое здание. В 1863 году демонтаж старой церкви был завершён, и был заложен краеугольный камень для нового собора. Толле умер в 1871 году, и его проект был пересмотрен: остатки средневекового строения посчитали невозможным спасти и снесли.
Чтобы сэкономить деньги на граните Виборгский собор построили из кирпича, а затем лишь облицевали фасад гранитом. Здание было построено по образцу древнего романского собора в Лунде на юге Швеции. Церковь была завершена и освящена в 1876 году. Окончательным обликом церковь обязана виденью романского собора архитекторами XIX века. Поскольку интерьер церкви был полностью утрачен во время пожара 1726 года, все элементы нового интерьера были перенесены из других церквей или созданы художниками и ремесленниками после 1876 года.
- Детали интерьера
- Интерьер собора
- Фреска Йоакима Сковгаарда
- Сводчатый потолок
- Алтарь
- Купель
- Кафедра проповедника
- Крипта
- Надгробная плита Эрика Клиппинга